# 水谷一家
六代目水谷一家位於三重縣四日市市本部的設置，日本的黑社會指定暴力團之一・六代目山口組的3次團體，上部團體 二代目弘道會。

## 略年表
- 1970年三代目山口組組長・田岡一雄授盃予第4代總長・佐川昌巳。正式加入山口組。
- 1978年4月 佐川病死。
- 宮本一利繼承第5代、加入三代目山口組山廣組（組長・山本 廣（當時為山口組若頭補佐））。
- 1984年6月13日 宮本参加由山廣組所組成的「一和會」、就任一和會副本部長。
- 1985年4月 旗下的隅田組幹部・中本昭七等2人被四代目山口組弘道會薗田組組員監禁、中本死亡。
- 宮本加入弘道會、重回山口組旗下。
- 石神正悟第6代繼承、昇格弘道會直參。

## 歴代總長
- 初代：水谷豊助
- 第2代：寺村孝三
- 第3代：中野秀郎
- 第4代：佐川昌巳（三代目山口組若中）
- 第5代：宮本一利（〔初代〕弘道會舍弟頭補佐、原一和會副本部長、原〔初代〕山廣組舍弟）
- 第6代：石神正悟（二代目弘道會財務副委員長）

## 最高幹部
- 總長・石神正悟